# Kim Sol-ji
Kim Sol-ji (ur. 2 września 1989) – koreańska wioślarka.

## Osiągnięcia
- Mistrzostwa Świata – Poznań 2009 – dwójka podwójna wagi lekkiej – 15. miejsce[1].